# Rifugio Elisabetta Soldini Montanaro
Das Rifugio Elisabetta Soldini Montanaro (häufig auch nur kurz Rifugio Elisabetta genannt) ist eine Schutzhütte im Aostatal in den Grajischen Alpen und liegt in unmittelbarer Nähe der Mont-Blanc-Gruppe. Sie liegt in einer Höhe von 2195 m s.l.m. auf dem La Lex Blanche genannten Gelände innerhalb der Gemeinde Courmayeur. Die Hütte  wird von Mitte Juni bis Mitte September bewirtschaftet und bietet in dieser Zeit 77 Bergsteigern Schlafplätze.
Die Hütte befindet sich nahe dem Talschluss des Val Veny und liegt sowohl am Höhenweg Alta via della Val d'Aosta n.2 als auch an der häufig begangenen Tour du Mont-Blanc.

## Anstieg

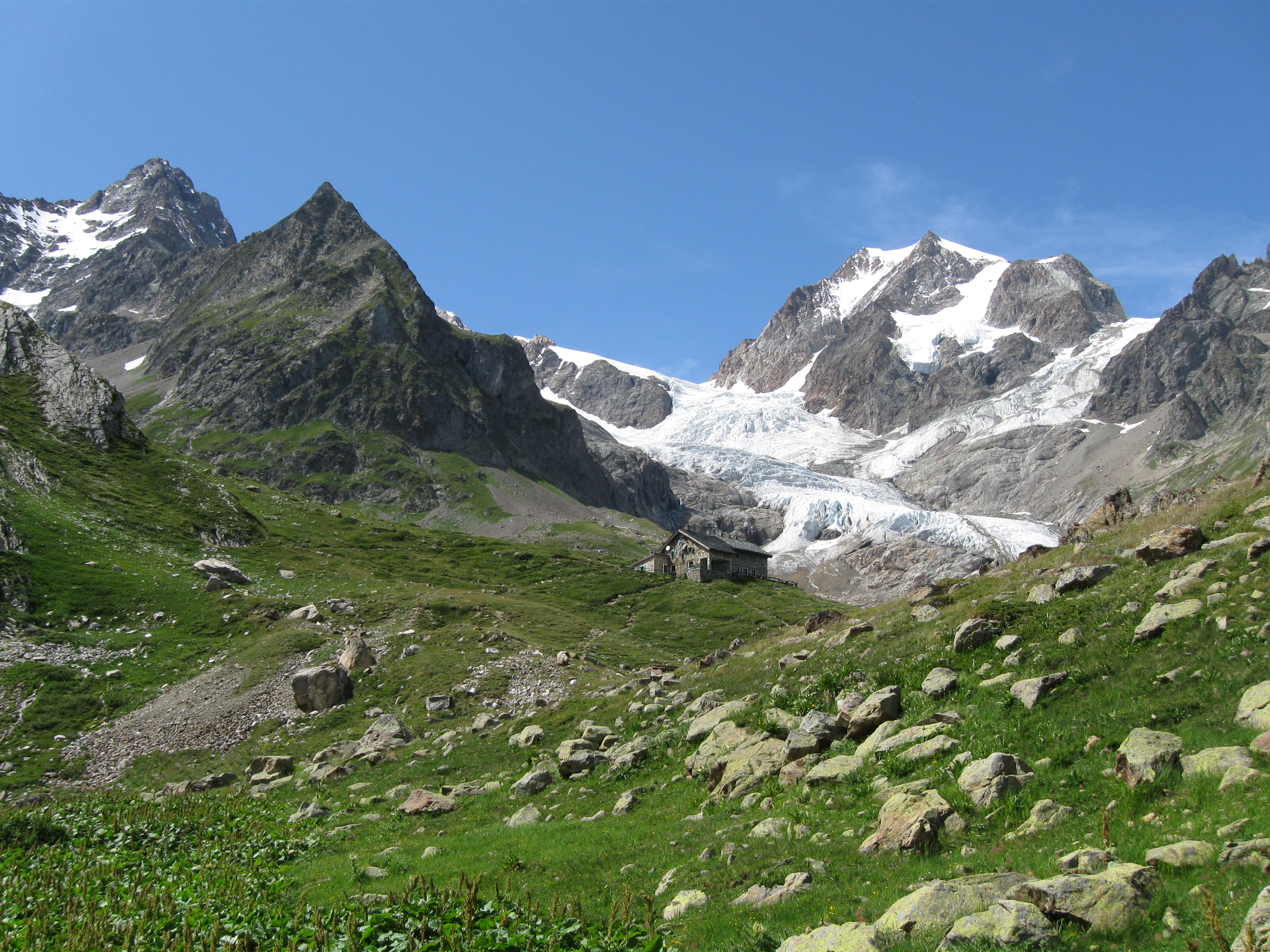
Die Hütte mit der Aiguille de Tré la Tête dahinter

Der Weg zur Hütte beginnt am 1659 m hoch gelegenen Parkplatz der Teilgemeinde La Visaille in der Nähe des Lac du Combal.
Für den gesamten, keinerlei Schwierigkeiten aufweisenden Weg vom Parkplatz in La Visaille bis zum Rifugio Elisabetta Soldini Montanaro sind ungefähr 2 Stunden Gehzeit zu veranschlagen.

## Geschichte
Das Rifugio Elisabetta Soldini Montanaro wurde im Jahr 1953 eröffnet und ist der am Mont de la Saxe tödlich verunglückten Bergsteigerin Elisabetta Soldini Montanaro gewidmet. 30 Jahre nach der Eröffnung wurde die Schutzhütte erheblich vergrößert.

## Tourenmöglichkeiten
Von der Schutzhütte können die Pässe Col Chavannes (2596 m) und Col de la Seigne (2512 m) begangen werden. Der Col de la Seigne liegt auf der Grenze zwischen Italien und Frankreich.

### Übergänge
- Übergang zur Schutzhütte Rifugio Maison Vieille – (1956 m) am Col Chécrouit sowie zum Rifugio Monte Bianco.
- Übergang zur Biwakschachtel Bivacco Adolfo Hess – (2958 m) über den Col d’Estellette.
- Übergang nach La Thuile über den Col Chavannes.

### Gipfeltouren
Folgende Gipfel können von der Hütte erreicht werden:
- Punta Baretti – 4069 m
- Aiguille de Tré la Tête – 3920 m
- Aiguille des Glaciers – 3816 m
- Aiguille de Lex Blanche – 3686 m
- Pyramides Calcaires –  2723 m